# 泉里香
泉 里香（いずみ りか、1988年〈昭和63年〉10月11日 - ）は、日本の女性ファッションモデル、グラビアアイドル、女優。本名同じ。スターダストプロモーション所属。浜 千咲（はま ちさき）、梨華（りか）での活動歴がある。京都府京都市伏見区出身。明治大学文学部文学科英米文学専攻卒業。夫はサッカー日本代表選手の谷口彰悟。

## 来歴
「浜千咲」名義
2002年8月12日にスカウトされ、2003年1月1日に京都の芸能事務所スノーラビッツプロモーションに所属し、芸能活動を開始。この当時公表されていた生年月日は、生年は正しいが月と日が入れ替わった1988年11月10日になっていた。
2003年から、女子中高生向けファッション誌『melon』（祥伝社）の専属モデルとして活動。同年11月10日に「恋するソルジャー/彼女はいじわる」にて歌手デビューした。
実写版『美少女戦士セーラームーン』（CBC制作、TBS系列）において、水野亜美 / セーラーマーキュリーを演じる。
番組終了後、芸能活動をいったん休止する。浜千咲名義でオリジナルグッズ販売を続けていた公式サイトは、2007年に閉鎖した。
「梨華」名義
2004年11月に発売されたオリジナルビデオ『美少女戦士セーラームーン Special Act.』、2005年3月に発売された『美少女戦士セーラームーン Act.ZERO』に、梨華名義でクレジットされる。
「泉里果」名義
2005年に映画『呉清源〜極みの棋譜〜』（田壮壮監督）に出演。
2007年、明治大学文学部（英米文学専攻）入学。
2008年に映画『クリアネス』に出演。同年、『PINKY』（集英社）のプリンセスPINKYオーディションで最終選考に残る。
「泉里香」名義
2008年6月1日、「泉里香」名義でサンミュージックブレーンに移籍。このときは、自分で撮った写真を事務所に送ったという。同年、『Ray』（主婦の友社）の専属モデルに就任（9月号から）。
2009年4月29日、「サッポロコレクション2009」モデル出演。2010年5月1日、サンミュージックプロダクションに所属。
2012年6月、スターダストプロモーションに移籍。
『Ray』の創刊25周年号にあたる2013年7月号で初の単独表紙。発売日の5月23日には、パルコブックセンター渋谷店にて「初表紙記念握手会」が行われた。
『Ray』2016年2月号（2015年12月22日発売）をもって専属モデルを卒業。
2016年4月、スタイルブック『RIKA』を発売。同年11月、週刊ヤングジャンプ（集英社）で水着グラビアデビュー。
2017年4月11日に写真集『Rika!』を発売。各書店で完売が続出し、発売3週間で3度の重版となり、同年4月24日付のオリコン週刊写真集ランキングにて1位となった。
2019年、『Oggi』（小学館）の専属モデルに起用される（3月28日発売の5月号から）。
2021年4月スタートの『高嶺のハナさん』（BSテレ東）でドラマ初主演。
2024年、『光る君へ』でNHK大河ドラマに初出演した（和泉式部役）。
2025年6月25日、サッカー日本代表選手の谷口彰悟と結婚したことを報告した。

## 人物
趣味はピラティス、ボウリング、料理、お菓子作り、ネイルアート、F1観戦。特技は着付け、テナーサックス、金管楽器、ユーフォニウム。3人兄妹の末っ子で、兄と姉がいる。
自身の性格を「気分屋で、出たいときしか外出しないし、マイペース」と評し、自分を動物に例えるとネコだと話している。テレビの収録では緊張して面白いことが言えず、自分を出し切れないのが悩みとも話している。一方、口を開けば「ぶっちゃけキャラ」とも言われている。
テレビドラマ『美少女戦士セーラームーン』で共演した北川景子、小松彩夏、沢井美優、安座間美優らとは現在でも交流が続いており、同窓会的に度々再会している。
カップサイズは、2016年の『GQ JAPAN』によるインタビューでは「Dカップ以上」と答えている。近年（2017年4月）では腹筋運動でウエストを細くしていることもある。しかし、自身は胸が大きいことをコンプレックスだと語っている。女性ファッション雑誌はセクシーよりもヘルシー（健康的）が求められるため、撮影では、胸を隠すようなポージングや、胸の谷間を消す修正をしており、仕事にも支障をきたしているという。自身の体で好きなところについては「くびれ」と語っている。
2016年4月にスタイルブック「RIKA」で下着姿を披露したのち、同年11月にヤングジャンプで水着グラビアに初挑戦し、ヤングジャンプから「2016年最大の収穫」と称される。これが転機となり、モデルとグラビアの両方で活躍する「モグラ女子」と呼ばれるようになる。スタイリストらに胸を出すように要求されることも多くなり、出していいんだと思うと性格も明るくなったと話している。

## 受賞歴
- ネイルクイーン 2019[25]
- トップカバーアワード2023 ファッション部門賞[26]

## 出演

### 映画
- 呉清源 極みの棋譜（2007年11月17日、エスピーオー）
- クリアネス（2008年2月16日、ゼアリズエンタープライズ / ドーガ堂） - レイコ 役[27]
- Paradise Kiss（2011年6月4日、ワーナー・ブラザース映画）
- SCOOP!（2016年10月1日、東宝） - 長谷川真澄 役
- 春待つ僕ら（2018年12月14日、ワーナー・ブラザーズ映画） - 柏木ナナセ 役[28]
- 記憶屋（2020年1月17日公開、松竹） - 安藤七海 役[29]
- まともじゃないのは君も一緒（2021年3月19日、エイベックス・ピクチャーズ） - 戸川美奈子 役

### テレビドラマ
- 美少女戦士セーラームーン（2003年10月4日 - 2004年9月25日、CBCテレビ） - 水野亜美 / セーラーマーキュリー 役[8]
- 曲げられない女 最終話（2010年3月17日、日本テレビ）
- 新・警視庁捜査一課9係 season2 第11話（2010年9月8日、テレビ朝日） - 溝口理沙 役
- ナサケの女〜国税局査察官〜 第4話（2010年11月11日、テレビ朝日） - 小田サチ 役
- 下流の宴 第1話（2011年5月31日、NHK）
- テンペスト 第7話（2011年8月28日、NHK BSプレミアム）
- 恋するハエ女（2012年11月6日 - 12月18日、NHK） - 三田有紗 役
- ショムニ2013（2013年7月10日 - 9月18日、フジテレビ） - 三田茜 役
- 仮面ライダー鎧武/ガイム（2013年10月6日 - 2014年9月28日、テレビ朝日） - 葛葉晶 役[30]
- 紅白が生まれた日（2015年3月21日、NHK） - ベティ稲田 役[31]
- いつかこの恋を思い出してきっと泣いてしまう 第3話（2016年2月1日、フジテレビ）
- 螻蛄（疫病神シリーズ） 第1話（2016年2月19日、BSスカパー！） - 小枝 役
- 大貧乏 第4話（2017年1月29日 - 3月13日 、フジテレビ） - 月島レイコ 役[32]
- カンナさーん! 第6話 - （2017年8月22日 - 9月19日 、TBSテレビ） - 緒川俊子 役[33][注 1]
- 海月姫（2018年1月15日  - 3月19日、フジテレビ） - 稲荷翔子 役[34][35]
- コード・ブルー 特別編 -もう一つの戦場-（2018年7月28日、フジテレビ） - 二宮栞 役[36]
- 文学処女（2018年9月10日 - 10月29日、毎日放送 / 2018年9月12日 - 10月31日、TBSテレビ） - 有明光稀 役[37]
- SUITS/スーツ 第1話（2018年10月8日、フジテレビ） - 梅宮茜 役[38]
- スキャンダル専門弁護士 QUEEN（2019年1月10日 - 3月14日、フジテレビ） - 東堂裕子 役[39]
- 隕石家族（2020年4月11日 - 5月30日、東海テレビ・フジテレビ系） - 門倉美咲 役[40]
- ゲキカラドウ（2021年1月7日（6日深夜） - 3月25日（24日深夜）、テレビ東京） - 大河内友麻 役[41]
- 高嶺のハナさん（2021年4月11日 - 6月27日、BSテレビ東京） - 主演・高嶺華 役[15]
  - 高嶺のハナさん2（2022年10月2日 - 12月18日）[42]
- 恋はDeepに 第3話・第6話・最終話（2021年4月28日 - 6月9日、日本テレビ） - 近江谷遥香 役[43]
- 密告はうたう 警視庁監察ファイル（2021年8月22日 - 9月26日、WOWOWプライム） - 皆口菜子 役[44]
  - 密告はうたう2 警視庁監察ファイル（2024年8月11日 - 、WOWOWプライム）[45][46]
- 正直不動産（2022年4月5日 - 6月7日、NHK総合） - 榎本美波 役[47]
  - 正直不動産スペシャル（2024年1月3日、NHK総合・NHK BSプレミアム4K）[48][49]
  - 正直不動産2（2024年1月9日 - 3月12日、NHK総合）[49]
  - 正直不動産ミネルヴァ Special（2025年2月5日、NHK BS）[50]
- 連続ドラマW「松本清張 眼の壁」（2022年6月19日 - 7月17日、WOWOW） - 上崎絵津子 役[51]
- ガラパゴス（2023年2月6日・13日、NHK BSプレミアム・BS4K）- 高見沢紅美 役 [52][53][54]
- 君と世界が終わる日に 入門編 完全新作SP（2023年3月19日、日本テレビ） - レイナ 役[55][56]
- 天使の耳〜交通警察の夜（2023年3月20日、NHK BS4K / 6月10日・17日、NHK BSプレミアム / 2024年4月9日・16日、NHK総合） - 福原映子 役[57]
- ギフテッド Season1（2023年8月12日 - 10月1日、東海テレビ・フジテレビ） - 竜崎美都 役[58]
  - ギフテッド Season2（2023年10月14日 - 12月2日、WOWOW）[59]
- マル秘の密子さん 第4話 - 最終話（2024年8月3日 - 9月28日、日本テレビ） - 小原鞠子 役[60]
- 大河ドラマ 光る君へ 第30回 - 第41回（2024年8月4日 - 10月27日、NHK） - 和泉式部・あかね 役[16][61]
- ドラマ9 失踪人捜索班 消えた真実（2025年4月11日 - 6月6日、テレビ東京） - 城崎恵 役[62]

### テレビ番組
- 東京上級デート #7 蔵前（2012年5月16日、テレビ朝日）
- スクール革命!（2014年2月9日、日本テレビ）
- 粋男流儀～遊びの美学 埼玉・江戸の伝統（2014年3月8日・15日、BSフジ）
- キスマイBUSAIKU!?（2016年10月23日、フジテレビ）- マイコ 役
- 決め方TV（2016年3月29日、テレビ朝日）
- 痛快TV スカッとジャパン（2016年6月6日、フジテレビ）
- さんま＆岡村祭り オトコってバカね！SP（2016年8月9日、日本テレビ）
- タビフク。（2016年8月17日・24日、TBSテレビ）
- 踊る!さんま御殿!!（2016年12月27日、日本テレビ）
- あさパラ！（2017年4月1日、読売テレビ）
- もしかしてズレてる?（2017年4月17日、フジテレビ）
- チカラウタ（2017年4月18日、日本テレビ）
- サンデージャポン（2017年4月16日・23日・6月4日、TBSテレビ）
- チコちゃんに叱られる!（2020年1月31日、NHK総合）
- 土スタ（2023年1月13日、NHK総合）
- セーラー戦士 20年目の同窓会（2023年12月25日、CBCテレビ）

### ラジオ
- DJムーン（2003年12月21日、CBCラジオ）[注 2]
- 泉里香 Happy Guide（2017年10月7日 - 2018年3月24日、ニッポン放送） - パーソナリティ[63]

### CM
- 日清食品 どん兵衛（2008年12月10日 - ）
- 日本マクドナルド マックフルーリー（2010年6月 - ）[注 3]
- 三井住友カード SMCCローンカード（2010年3月 - ）
- 三幸製菓 柿の種（2010年7月 - ）
- サントリー ジョッキ生（2011年2月15日 - ）[注 4]
- カネボウ化粧品 フリープラス（2012年1月 - ）
- ネスレ日本 キットカット(毎日の贅沢編)（2016年10月1日 - ）
- Indeed（インディード）（2017年7月1日 - ）[64]
- はごろもフーズ 低糖質パスタ ポポロスパCarbOFF（2017年10月1日 - ）[65]
- 日本コカ・コーラ
  - からだ巡茶アドバンス 「＃脂肪燃焼中」篇（2018年1月30日 - ）[66]
  - リアルゴールド 「たいへんよくできました オフィス」篇（2019年4月1日 - ）[67][68]
  - リアルゴールド ウルトラチャージレモン 金言ボトル (2020年3月 -) [69]
- JR九州 / 熊本県「列車でいきなり 熊本ばケーション」キャンペーン（2018年6月19日 - ）[70]
- セゾン自動車火災保険「おとなの自動車保険」（2018年7月31日 - ）[71]
- 大正製薬「AdryS（アドライズ）」
  - （2019年12月 - ）[72]
  - 『はじめて好きになりました』篇（2021年12月7日 - ）[73]
- ライオン Ban （2020年1月 - ）[74]
  - Ban汗ブロック プラチナロールオン ワキが甘い篇 (2020年3月 -)[75]

### ウェブCM
- NTTドコモ Google Pixel 7a 『僕の爆アゲ・ロマンチシズム』（2023年5月11日 - ） - 憧れの先輩 役[76]

### 広告
- 京都きもの友禅 カタログ
- 三井住友カード ゴールドローン（2010年4月 - 2014年3月）

### ネット配信
- 女たちは二度遊ぶ エピソード4「平日公休の女」（2010年4月7日配信開始、BeeTV）[77]
- ミス・シャーロック 第5話（2018年5月25日配信開始、Hulu） - 真島理沙 役[78]
- マリキュラムー出会って1か月で結婚する方法ー（2017年11月16日 - 2018年1月25日、AbemaTV） - MC[79]
- ちょこっとゲキカラドウ 第2話「冷やし辛子マヨうどん」（2021年3月25日、Paravi） - 大河内友麻 役[80]

### PV
- UNIST 「無限フライト」（2012年9月12日）
- カサリンチュ 「夏が終わる前に」（2013年8月7日）[81]

### オリジナルビデオ
- 美少女戦士セーラームーン Special Act.（2004年11月26日、バンダイビジュアル） - 水野亜美 / セーラーマーキュリー 役
- 美少女戦士セーラームーン Act.ZERO（2005年3月25日、バンダイビジュアル） - 水野亜美 / セーラーマーキュリー 役

## 書籍

### 写真集
- Rika!（2017年4月11日、SDP、撮影：中村和孝）ISBN 978-4906953455
- Madeira（2020年4月7日、SDP、撮影：三瓶康友）ISBN 978-4906953806[82]

### 単行本
- 美少女戦士セーラームーン ビジュアルブック（2004年、ソニー・マガジンズ）ISBN 4-7897-2257-0
- RIKA（2016年4月22日、角川春樹事務所）ISBN 978-4758412834
- RIKAtoZ（2020年4月7日、SDP、撮影：磯部昭子）ISBN 978-4906953813[82]

### 雑誌
- Ray（2008年9月号 - 2016年2月号、主婦の友社） - 専属モデル[12]
- Oggi（2019年5月号 - 、小学館） - 専属モデル[14]

### カレンダー
- 泉里香 Official Calendar 2018（2017年10月17日、SDP）[83]

## 作品

### シングル
- 恋するソルジャー/彼女はいじわる（2003年11月10日発売）srm-1110
- 美少女戦士セーラームーン キャラクターソング セーラーマーキュリー・水野亜美（2004年4月21日発売）COCC-15637

### 配信シングル
- 君のひとみは10000ボルト（2018年1月26日、SDP）[84]

### タイアップ
| 楽曲                    | タイアップ                              |
| ----------------------- | --------------------------------------- |
| 君のひとみは10000ボルト | AbemaTVドラマ『やれたかも委員会』主題歌 |